# Huttons vireo
De Huttons vireo (Vireo huttoni) is een zangvogel uit de familie Vireonidae (vireo's).

## Verspreiding en leefgebied
Deze soort komt voor van zuidwestelijk Canada tot westelijk Guatemala en telt 12 ondersoorten:
- V. h. obscurus: van zuidwestelijk Canada tot noordwestelijk Californië.
- V. h. parkesi: van noordwestelijk tot het westelijke deel van Centraal-Californië.
- V. h. sierrae: Sierra Nevada-gebergte.
- V. h. huttoni: het westelijke deel van Centraal-Californië.
- V. h. oberholsen: zuidelijk Californië en noordwestelijk Mexico
- V. h. unitti: Santa Catalina (nabij zuidelijk Californië).
- V. h. cognatus: zuidelijk Baja California (noordwestelijk Mexico).
- V. h. stephensi: van Arizona en New Mexico tot Zacatecas (centraal Mexico).
- V. h. carolinae: zuidwestelijk Texas en noordoostelijk Mexico.
- V. h. pacificus: westelijk en zuidwestelijk Mexico.
- V. h. mexicanus: centraal en zuidelijk Mexico.
- V. h. vulcani: westelijk Guatemala.

## Status
De grootte van de populatie is in 2019 geschat op 2,7 miljoen volwassen vogels. Op de Rode lijst van de IUCN heeft deze soort de status niet bedreigd.